# اولف استرنر
اولف استرنر (انگلیسی: Ulf Sterner؛ زادهٔ ۱۱ فوریهٔ ۱۹۴۱) بازیکن هاکی روی یخ اهل سوئد است.
از باشگاه‌هایی که در آن بازی کرده‌است می‌توان به نیویورک رنجرز اشاره کرد.